# Martin Wegener
Klaus Martin Wegener (Bergneustadt, 1961) é um físico alemão.